# Santiago González Tablas
Santiago González Tablas (Pampelune, 1879 – Tazroute, Maroc, 1922) est un militaire espagnol.
Après une formation d’officier d’infanterie, il fut versé dans des unités combattantes, d’abord à Cuba, contre les insurgés indépendantistes (1896), puis dans le Maroc espagnol à partir de 1909. Placé à la tête d’un bataillon de troupes supplétives, dites Regulares, il participa à diverses opérations militaires, tant dans la partie orientale qu’occidentale du Maroc espagnol, dont notamment la contre-offensive espagnole après la désastreuse défaite espagnole d’Anoual de 1921. Réputé d’une grande vaillance, plusieurs fois blessé, il se vit décerner nombre de décorations, en particulier la plus prestigieuse, la croix laurée de Saint-Ferdinand, et faisait figure de héros légendaire. Sa mort sur le champ de bataille dans la zone de Ceuta en 1922 fut l’occasion d’une série d’hommages posthumes, y compris de la part du roi d’Espagne.

## Biographie

### Origines familiales et début dans la carrière militaire

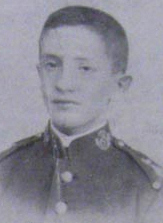
González-Tablas, cadet à l’Académie militaire de Tolède.

Fils d’un lieutenant-général de l’armée espagnole, Santiago González Tablas suivit à partir d’août 1894 une formation militaire à l’Académie d’infanterie de Tolède, dont il sortit diplômé, avec le rang d’officier, en 1896. Il eut sa première affectation dans le Bataillon expéditionnaire d’Amérique envoyé à Cuba pour y combattre les insurgés indépendantistes et participa notamment, sous le commandement du général Weyler, à la fameuse bataille de Lomas del Rubí en octobre 1896, qui lui valut par deux fois de recevoir la croix rouge du Mérite militaire,.
Rentré en Espagne, il suivit à partir de 1897 une formation de trois ans à l’École supérieure de guerre, avant d’être versé dans un régiment en métropole, où il fut promu capitaine,.

### Activité au Maroc

#### Melilla (1909-1912) et Tétouan (1913-1914)
En 1909, González Tablas rejoignit Melilla, dans le nord du Maroc, comme volontaire dans le bataillon de chasseurs de Madrid, et prit part en septembre de la même année à la prise de la kasbah de Sélouane et à la bataille de Souk el Khémis de Beni Bou-Ifrour, ce dont il fut récompensé par l’octroi de deux nouvelles croix du Mérite militaire. Au terme d’un court séjour en Espagne, il revint à Melilla en 1912, dans les rangs du bataillon de chasseurs de Tarifa, et se distingua lors de la prise des Toumiats (Aïn Zohra), ce qui lui fit obtenir la croix de Marie-Christine.
L’année suivante, passé au bataillon de Los Arapiles, il fut remarqué dans les combats qui eurent lieu dans les environs de Tétouan, et fut promu commandant pour mérites de guerre,.

#### Retour en métropole et Première Guerre mondiale
En 1914, González Tablas regagna la métropole pour assister son père dans sa tâche de membre du Conseil suprême de la Guerre et de la Marine, et pour assumer la fonction de sous-secrétaire au ministère de la Guerre. Il renonça à ce dernier office après qu’il eut été nommé à la tête d’un tabor (bataillon) de Regulares (troupes supplétives) dans la zone de Ceuta, rejoignant sa nouvelle affectation en juin 1915,.
Pendant la Première Guerre mondiale, la sourdine qui fut mise, à la demande de la France, aux opérations militaires espagnoles au Maroc, ainsi que le pacte secret conclu avec le chef rebelle Raïssouni en septembre 1915 allaient assurer dans les années suivantes une pause relative dans les activités de combat. Néanmoins, dans le but de garantir les communications entre Tétouan et Tanger, les Espagnols entreprirent de conquérir quelques positions durant cette période, dont en particulier celle de Bioutz par les Regulares de González Tablas en juin 1916, opération qui valut à González Tablas une citation . Il mit à profit le répit de ces années pour s’initier à la langue arabe et réussit son examen dans cette langue en octobre 1918 avec la mention « excellent ».

#### Opérations militaires dans la zone de Tétouan

Carte de 1920 représentant la « zone espagnole du Maroc », avec en haut, de gauche à droite, les effigies de González Tablas, Dámaso Berenguer et Manuel Fernández Silvestre.

Le conflit mondial une fois terminé, les opérations militaires reprirent en mars 1919 dans la zone de Ceuta, par la mise sous autorité espagnole de la kabila (tribu berbère) d’Anjra. À cette fin, le commandant González Tablas reçut mission le 13 mai d’établir, à la tête de son tabor de Regulares, d’une compagnie de fusiliers et d’une compagnie de mitrailleurs, une position sur la colline de Khandak Zina, dominant la rivière Khémis.
Cet objectif nécessitait que les milices de Raïssouni aient été préalablement délogées de leurs tranchées, ce à quoi s’employa González Tablas, ordonnant à sa compagnie de Regulares d’avancer. Celle-ci eut à déplorer en peu de temps huit morts et six blessés, ce qui provoqua dans une des sections un mouvement de panique, qui se propagea jusqu’à l’arrière-garde de la colonne. Pour y remédier, González Tablas se précipita pistolet en main sur ceux qui reculaient, et sut, au péril de sa vie, les contenir et les encourager, obtenant qu’ils retournent à la ligne de feu et que toute la troupe se lance à l’attaque avec détermination et emporte, au prix de nombreuses pertes, la position désignée,. En récompense de ce comportement vaillant, González Tablas se vit décerner, par ordre royal du 12 février 1920 et après jugement contradictoire, la croix laurée de Saint-Ferdinand, la plus haute distinction militaire espagnole. Dès octobre de l’année précédente, il avait été promu lieutenant-colonel par effet d’ancienneté et fut destiné, au bout de quelques mois encore au Maroc, au régiment de Cordoue.
En juin 1920, retourné au Maroc, il prit le commandement du groupe de Regulares de Ceuta et intervint en avant-garde de toutes les opérations militaires espagnoles menées dans la zone de Ceuta-Tétouan, dans le but en particulier d’expulser Raïssouni de Tazarout en juillet 1921. Cependant, à la suite de la débâcle espagnole d’Anoual de juillet-août 1921, il dut interrompre sa mission au Pays Jbala pour se porter au secours de la place de Melilla, sise dans la partie orientale du Maroc espagnol et menacée par les milices rifaines.

#### Contre-offensive espagnole après la débâcle d’Anoual (1921-1922)

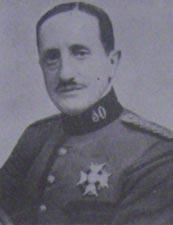
González-Tablas paré des insignes de lieutenant-colonel.

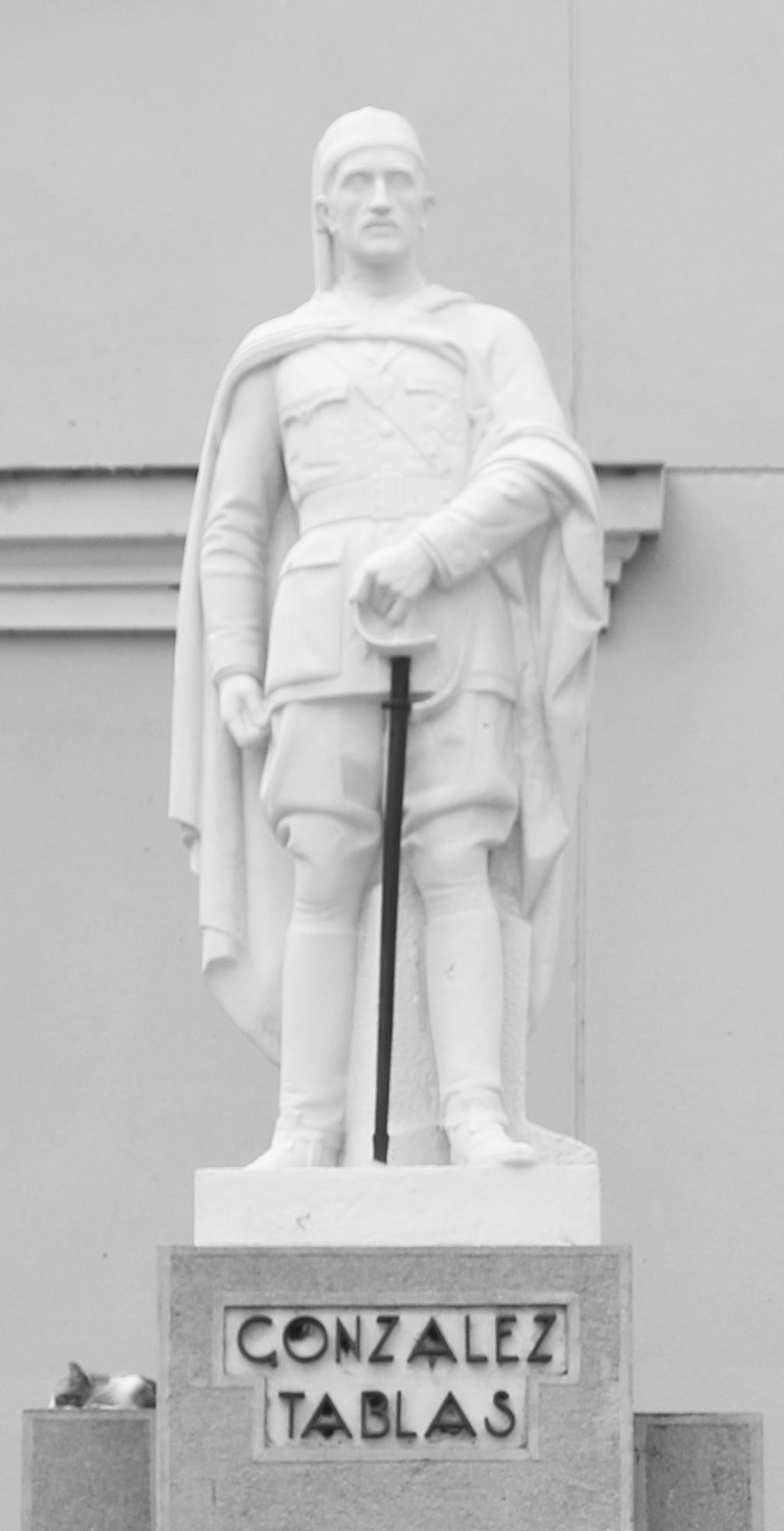
Statue de Santiago González-Tablas, paseo de las Palmeras à Ceuta (1935).

González Tablas joua un rôle de premier plan dans la reconquête des territoires perdus par les Espagnols dans la débâcle d’Anoual. Le noyau opératif de cette contre-offensive était constitué de plusieurs troupes de feu, à savoir : les Regulares, la Légion espagnole, quelques unités d’artillerie et d’intendance, ainsi qu’un certain nombre de régiments particuliers. Ces effectifs renfermaient, selon l’historien Payne, les deux meilleurs commandants de bataillon de la zone occidentale, González Tablas, des Regulares, et Franco, à la tête de la 1re bandera de la Légion espagnole. Lesdites troupes allaient payer le prix fort, l’un des régiments, celui de la Princesa, perdant cinq de ses capitaines dans leur premier combat. Des Regulares de Ceuta, conduits par González Tablas et Mola, composé de 770 soldats autochtones du Pays Jbala, seuls 140 survivront après avoir été confrontés, en l’espace de trois mois, à 40 violents accrochages autour du massif montagneux du Gourougou, situé au sud-ouest de Melilla. Un jour, le haut-commissaire Berenguer, ayant vu défiler devant lui la troupe des survivants, tira effaré de son portefeuille 5 000 pesetas qu’il remit à González Tablas pour qu’il les distribue aux soldats de son tabor.
González Tablas lui-même fut grièvement blessé le 19 septembre 1921 lors de la reconquête par les Espagnols du chapelet de fortins de Casabona, dans le Gourougou, mais reprit sa place à la tête de ses Regulares avant même d’être complètement rétabli, ce qui fit de lui un personnage de légende et conduisit le roi Alphonse XIII à lui octroyer le titre honorifique de gentilhomme de chambre,.
Il trouva la mort le 13 mai 1922, lors de la prise de Tazroute (Tazarut pour les Espagnols), dernier refuge de Raïssouni, dans la zone occidentale du Maroc espagnol. La conquête achevée, le cadavre de González Tablas fut honoré le lendemain, sur le champ de bataille, de la médaille militaire, des mains du haut-commissaire Berenguer. Sa dépouille fut inhumée au cimetière de Ceuta le 16 mai,. Lors des funérailles, il fut donné lecture d’un télégramme du roi, conçu en ces termes :

« Je joins ma douleur à celle de ce brillant Corps d’armée, pour la perte de l’héroïque Colonel González Tablas, qui a su achever sa vie par une fin digne d’elle. Qu’il nous serve d’exemple et que nous honorions sa mémoire. Votre Roi, Alphonse. »

## Hommages
Il lui fut concédé, à titre posthume, le grade de général, et sa veuve reçut le titre héréditaire de marquise de González-Tablas,. Indalecio Prieto le décrit dans ses Chroniques de guerre comme « l’une des premières figures combattantes ». Le Musée des Regulares de Ceuta conserve la croix laurée et la clef de gentilhomme de González Tablas, ainsi qu’un fragment du monolithe qui avait été élevé en son honneur à Tazroute mais s’était brisé après avoir été malencontreusement heurté et renversé.
Ceuta baptisa de son nom une rue du centre-ville et lui dédia un monument, œuvre du sculpteur Enrique Pérez Comendador, érigée paseo de las Palmeras. Son nom a également été donné à une des rues de Barcelone, de Cadix, de Pampelune et de Carthagène, ainsi qu’à la caserne du groupe de Regulares de Ceuta no 54,,.